# Дворец мира и согласия
Дворец мира и согласия (каз. Бейбітшілік және келісім сарайы) — здание пирамидальной формы, созданное архитектором Норманом Фостером в столице Казахстана — Астане для проведения Съезда лидеров мировых и традиционных религий.

## История
Идея строительства Дворца мира и согласия принадлежит первому президенту Республики Казахстан Нурсултану Назарбаеву, она была представлена им на первом Съезде мировых и традиционных религий, проходившем 23—24 сентября 2003 года в Астане.
Автором проекта здания является известный британский архитектор Норман Роберт Фостер. Здание пирамиды было построено турецкой строительной компанией «Сембол Иншаат» за 13 месяцев.
1 сентября 2006 году прошла церемония открытия Дворца мира и согласия, в которой приняли участие президент Казахстана Нурсултан Назарбаев, президент Узбекистана Ислам Каримов, президент Кыргызстана Курманбек Бакиев, президент Таджикистана Эмомали Рахмонов. По окончании торжественной части церемонии состоялся праздничный концерт с участием испанской оперной певицы Монтсеррат Кабалье и казахстанских оперных певцов.
В 2006 году Дворец мира и согласия принял делегатов и участников второго Съезда мировых и традиционных религий.

## Архитектура
Высота пирамиды составляет 77 м, площадь — 25,5 тыс. м², Дворец мира и согласия — это оснащённые современным оборудованием конференц-залы и выставочные зоны, художественные галереи, презентационные комплексы и многое другое.
Вместимость оперного зала 1302 зрителя, работают 20 гримёрок. Интерьер зала в бордово-золотых тонах, с окном-солнцем вверху. Сцена с оркестровой ямой на 80 человек и глубиной 2,8 метра рассчитана на постановки различного уровня.
Зал «Хеопс Атриум», занимающий площадь свыше 2 тысяч м² и состоящий из 4 примыкающих к нему галерей, вмещает одновременно свыше 1000 гостей. В галерее зала представлен «Генеральный план развития Астаны до 2030 года».
На самом верхнем этаже располагается зал «Колыбель» со стеклянным куполом, где изображены 130 голубей, символизирующих различные народы Республики Казахстан Этот современный витражный атриум был спроектирован британским художником Брайаном Кларком. В 2004 году Кларк сотрудничал с Норманом Фостером.
С произведениями искусства гостей и жителей столицы знакомят центр современного искусства «Кұланшы» и галерея «Шежіре». В них проходят выставки и творческие вечера художников Казахстана, стран ближнего и дальнего зарубежья.
Вокруг здания располагается Президентский парк.